# Bad Urach
Bad Urach (tiếng Đức: [baːt ˈuːʁax] ⓘ) là một thị trấn thuộc huyện Reutlingen, bang Baden-Württemberg, Đức. Nằm dưới dãy núi Swabia Alb, nơi đây cách Reutlingen 14 km về phía đông. Thị trấn nổi tiếng với dịch vụ spa và bồn tắm trị liệu.